# 최순영 (1939년)
최순영(1939년 11월 2일~)은 해체된 신동아그룹의 전 회장이자 대한축구협회장을 역임하고 대학교 이사장을 지낸 기업, 체육, 교육, 종교인이다. 현재는 할렐루야교회 원로장로로 활동하고 있다.
1970년대 성공을 거듭하며 신동아그룹의 회장을 지냈다.
대한축구협회장도 역임하는데 독실한 종교인이던 그는 회장으로 있으면서 재단법인 한국기독교선교회(현 기독교선교횃불재단), 체육인 교회 등과 손을 잡고 할렐루야 축구단을 창단시키기도 하였다. 이 구단은 K리그의 원년 구단이자 원년 우승구단이 되었지만 1985년 시즌 후 "아마추어로 남아 할렐루야 축구단 본연의 목적인 선교 활동에 중점을 두겠다"며 아마추어로 전환했고 경제 불황의 여파 때문에  1998년을 마지막으로 해체됐다.
1999년 외환위기와 함께 신동아그룹은 부도가 났고, 그도 2000억원대 외화밀반출 및 횡령의 혐의로 검찰의 조사를 받게 된다. 그리고 2006년 7월 법원의 징역 5년 추징금 1574억원 확정 판결로 이어진다. 그러나 형을 다 마치지 않고 2008년 이명박 정부가 출범하자 광복절 특사로 풀려나는데 추징금 1574억원도 함께 내지 않게 되어 논란이 일었다.
할렐루야교회 원로장로로 활동하고 있으며 그의 지원으로 운영되던 횃불재단은 그의 부인 이형자씨가 이사장을 맡고 있으며 아버지(최성모 신동아그룹 창업주)가 천주교 신자였음에도 본인(최순영)은 종교가 없었으나 아내(이형자)에 의해 개신교에 귀의하게 됐는데 하용조 목사가 본인(최순영)의  손아래동서다.

## 약력
학력
- 경기고등학교
- 성균관대학교 상학 학사
- 사우스웨스턴대학교 명예박사
- 성균관대학교 명예박사

경력
- 1976년 ~ 1999년 신동아그룹 회장
- 1979년 ~ 1986년 대한축구협회장
- 1979년 ~ 한국기독교선교교회(현 횃불재단) 창립
- 1980년 극동방송 이사장
- 1983년 호서대학교 이사장
- 1984년 영생학원을 인수하여 신동아학원으로 변경
- 1985년 ~ 1988년 전주대학교 이사장
- 1986년 아시아축구연맹 부회장
- 1996년 2002월드컵조직위원회 위원

수상
- 1986년 체육훈장 맹호장

## 수감
- 1999년 2월 ~ 외화밀반출 혐의(유령회사 스티브영을 차린 뒤, 국외로 밀반출)로 구속.

## 같이 보기
- 옷로비 사건